# Owensboro
Owensboro je třetí největší město v Kentucky. V roce 2020 zde žilo 60 183 obyvatel. Území města bylo osídleno koncem 18. století, v roce 1817 bylo pojmenováno po plukovníku Abrahamu Owenovi a povýšeno na město.

## Rodáci
- Johnny Depp (* 1963), herec
- Nicky Hayden (* 1981, † 2017), mistr světa a legenda MotoGP [1]

## Partnerská města
- Olomouc, Česko
- Nisshin, Japonsko